# Rivelino
Roberto Rivelino , né le 1er janvier 1946 à São Paulo (Brésil), est un footballeur international brésilien. Il évolue comme meneur de jeu du milieu des années 1960 au début des années 1980. On le reconnait facilement grâce à sa moustache caractéristique. Considéré comme l'un des meilleurs joueurs brésiliens de l'histoire, il bénéficie d'une notoriété moindre en Europe, n'y jouant que quelques matchs internationaux.
Doté d'une technique supérieure à la moyenne avec son pied gauche, Rivelino est célèbre pour ses passes précises aux effets déroutants pour l’adversaire et ses dribbles. On lui prête notamment, à tort, l'invention du flip flap. De plus, il est réputé pour la précision et la puissance de ses frappes et coups francs. Celui qu'on appelle « Riva » est aussi surnommé le « canonnier » ou encore « coup de pied atomique », illustrant une de ses qualités. 
Riva débute à 19 ans, en 1965, en équipe du Brésil mais ne s'impose qu'en 1968. Il participe à la Coupe du monde 1970, à 24 ans. L’équipe brésilienne vainqueur est considérée par beaucoup comme la meilleure équipe de football au monde, comprenant Pelé, Jairzinho mais aussi Rivelino. Quatre ans plus tard, les Brésiliens doivent se contenter de la quatrième place. En 1978, Roberto est promu capitaine mais reste sur le banc des remplaçants la plupart du temps. Il réapparaît à la fin de la compétition et le Brésil obtient la troisième place.
Rivelino passe la majeure partie de sa carrière aux Corinthians. Mais malgré son séjour de dix saisons, il ne réussit pas à remporter de trophée. Les supporters apprécient sa loyauté et le surnomment « Reizinho do Parque » (le petit roi du parc). Il passe ensuite trois ans à Fluminense où il est sacré champion de Rio à deux reprises. En 1978, Riva part jouer à Al Hilal en Arabie Saoudite pour gagner de l’argent. Il prend sa retraite en 1981 et se reconvertit en commentateur de télévision respecté au Brésil.

## Biographie

### Enfance et formation
Roberto Rivelino est originaire  de Macchiagodena, Molise en Italie dû à l'immigration italienne au Brésil. Il tape ses premiers ballons et développe sa technique dans les rues de São Paulo, d'où le titre de son autobiographie Sai da Rua, Roberto ! (Sort dans la rue, Roberto !). Enfant, comme toute sa famille, Roberto est fan du SE Palmeiras.
Rivelino commence sa carrière de footballeur à Clube Indiano São Paulo. À seize ans, il joue au football en salle pour l’équipe de Banespa en championnat junior de São Paulo et y croise Palmeiras. Rivelino se fait remarquer par un dirigeant de son club de cœur, qui lui propose de faire un test. Après trois séances d'essai, l'entraîneur Mário Travaglini (pt) ne lui garantit pas qu'il peut intégrer le club,.
Déjà certain de ses qualités, Roberto Rivelino quitte Palmeiras furieux et rejoint, quelques mois plus tard, le SC Corinthians. Conscient de sa valeur, le jeune prodige est reconnaissant envers le SCC qui le repère. Il déclare plus tard : « Les Corinthians m’ont accueilli à bras ouverts. Je leur dois tout ce que j’ai gagné dans ma vie. C’était ma seconde maison ». Malgré les difficultés de l'équipe première du club, celle juniors devient rapidement populaire par ses résultats et les spectateurs viennent plus tôt au stade pour voir leur match.

### Joueurs emblématiques des Corinthians (1965-1974)
Roberto Rivelino débute en équipe première des Corinthians en 1965. L'année suivante, il est considéré comme vainqueur du Tournoi Rio-São Paulo. En raison d’un incroyable concours de circonstances, les quatre demi-finalistes (Corinthians, Botafogo, Santos et Vasco) se partagent finalement le titre. En 1966, son équipe est aussi deuxième du championnat de São Paulo (pt), performance répétée en 1968 (pt).
Le parcours de Rivelino avec le Timão est autant marqué par ses dribbles et ses frappes en force que par les titres qu’il ne conquiert pas. Apprécié par ses supporters, Rivelino est surnommé « Reizinho do Parque » (le petit roi du parc) ou le « canonnier ». Il s'impose comme l’idole des Corinthians à l’heure où le club connait une période de 23 ans sans aucun trophée et un sacre dans le championnat de São Paulo attendu depuis 1954. Rivelino acquiert petit à petit la réputation d'un joueur malchanceux qui ne gagnera jamais rien avec les Corinthians. Durant la suite de sa carrière, il admet que « c’est le plus grand regret de ma vie ».
En 1974, en finale du championnat paulista (pt) contre son club de cœur Palmeiras, après avoir remporté la première phase. Les Corinthians font 1-1 à domicile avant de s'incliner 1-0 au retour. À la suite de cet énième échec, pressés de se débarrasser de ce joueur influent mais peu efficace, les Corinthians envoient Rivelino à Fluminense FC.
Roberto Rivelino est considéré comme le plus grand joueur de l'histoire corinthienne. Il marque 141 en buts 471 matches pour les Corinthians, ce qui fait de lui le neuvième joueur le plus capé et le onzième meilleur buteur de l'histoire du club.

### Trophées à Fluminense (1975-1978)
Fin janvier 1975, Rivelino est transféré au Fluminense FC pour 300 000 dollars. Dès sa première rencontre sous le maillot tricolore, un match amical dans le stade Maracanã devant plus de 100 000 personnes, « Flu » s'impose 4-1 devant les Corinthians, grâce à un triplé de Rivelino contre son ancien club.
Le numéro 10 de trente ans devient le maître à jouer du club dont l'équipe est jeune. Celle-ci remporte le championnat de Rio de Janeiro en 1975 et 1976. Le deuxième titre est conquis sous les ordres du même Mário Travaglini (pt) qui l’écarte de l’équipe des jeunes de SE Palmeiras quatorze ans auparavant.
À cette époque, Fluminense prend des allures de rouleau compresseur. A Maquina atteint régulièrement les demi-finales du championnat du Brésil nouvelle version, le Brasileirao.
En 1978, Rivelino quitte le club avec qui il joue 158 rencontres et marque 53 buts. Fluminense se remet difficilement de son départ, ne remportant rien avant le titre régional conquis en 1983.

### En équipe nationale

#### Champion du monde et membre de la « meilleure équipe de tous les temps » (1965-1971)

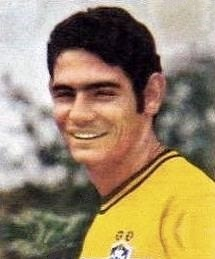
Rivelino en 1968.

Rivelino n'a que 19 ans lorsqu'il est sélectionné pour la première fois en équipe du Brésil,. Il dispute sa première rencontre en sélection lors d'un match amical contre l'équipe d'Arsenal disputé le 16 novembre 1965. Son premier match international suit quelques jours plus tard, le 21 novembre, contre l'équipe de Hongrie (5-3).

Tactique du Brésil de 1968 à 1970, Riva est ailier gauche.

Malgré son statut de star locale, Riva peine à gagner sa place avec la sélection auriverde, barré par Pelé, Tostão et Jairzinho au poste de meneur de jeu,. Durant deux ans et demi, le joueur des Corinthians n'est pas appelé en équipe nationale. Il revêt à nouveau le maillot auriverde en juin 1968 pour la Copa Rio Branco disputée avec l'Uruguay. Le Brésil organise aussi une tournée en Europe et en Amérique du Sud en 1968. Enfin, un match de gala est organisé au stade Maracanã contre une sélection de la FIFA pour fêter les dix ans de la victoire en Coupe du monde. Rivelino est titulaire et offre la victoire à son équipe (2-1). 
À partir de 1968, Riva apparait donc régulièrement en équipe nationale. À l'issue des qualifications pour la Coupe du monde 1970, Mario Zagallo redevient sélectionneur. Il modifie le système de jeu pour aligner toutes ses stars côte à côte. Rivelino laisse son poste de meneur de jeu et devient ailier gauche,. Les cinq meneurs de jeu brésiliens (Rivelino, Pelé, Tostão, Jairzinho, Gérson), et autres s'entendent à merveille et le Brésil devient un modèle de football élégant et efficace.

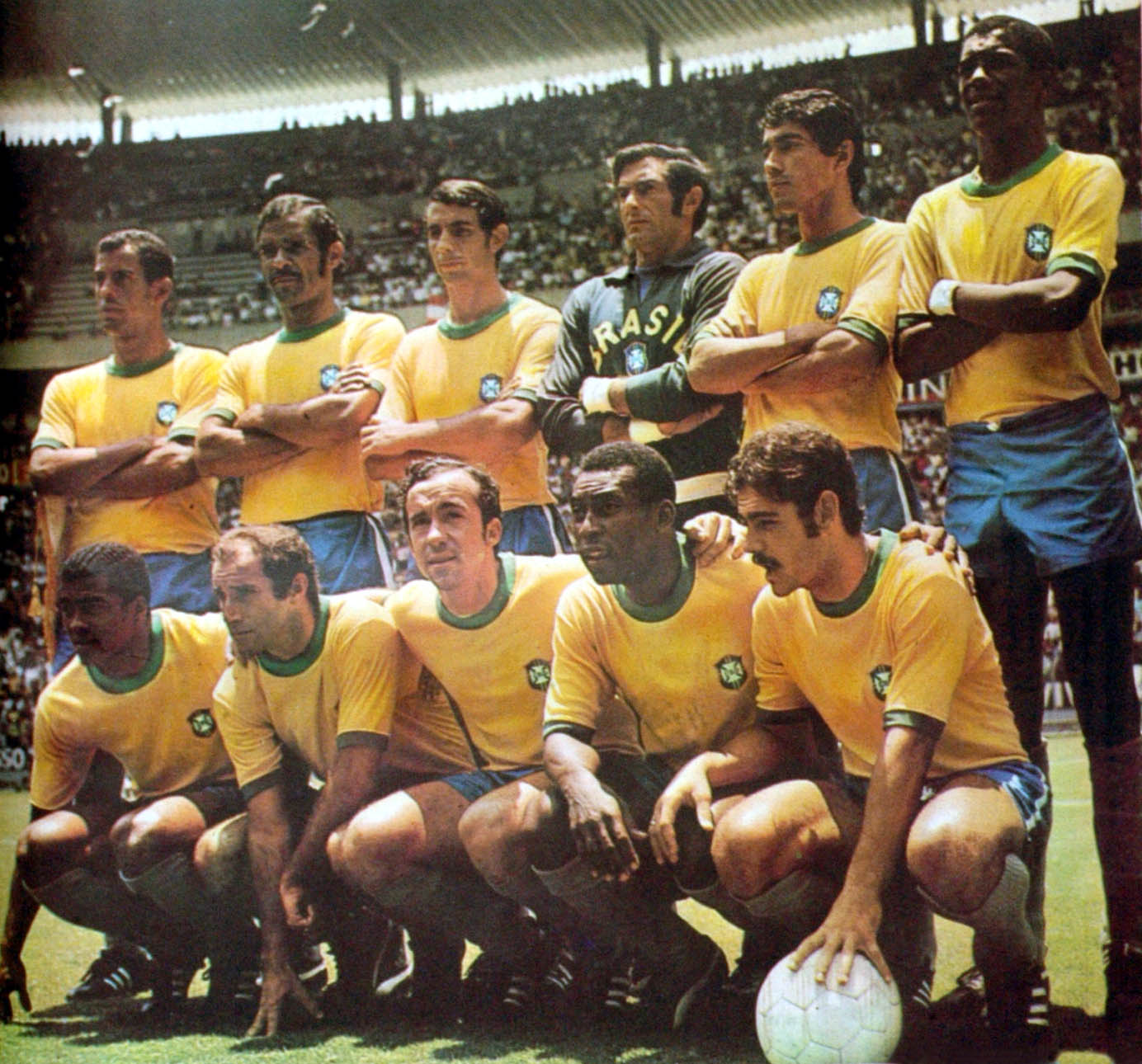
Rivelino (1er plan accroupi) et le Brésil en 1970.

Lors de la Coupe du monde 1970, le Brésil évolue en 4-2-4 avec Rivelino excentré sur le côté gauche pouvant reculer pour couvrir la montée d'un défenseur. Riva brille particulièrement pendant compétition et inscrit trois buts : un lors du premier match sur coup franc contre la Tchécoslovaquie, un autre en quart de finale contre le Pérou et un dernier en demi-finale contre l’Uruguay. Au cours de la finale jouée contre l'Italie, le harcèlement dont fait l'objet Pelé profite à Rivelino qui multiplie les coups francs et les corners. À la 18e minute, Rivelino reçoit une remise en touche de Tostão, à gauche de la surface italienne, et centre pour Pelé qui ouvre le score. Les Sud-Américains gâchent leurs occasions, Rivelino peinant à contrôler un ballon rendu glissant par la pluie sans discontinue depuis le coup d'envoi. Pour autant, il exécute le geste qui participe à sa notoriété : le « flip flap ». Il élimine alors un adversaire en combinant un petit pont. À quatre minute du terme du match, Rivelino participe à l'action amenant le quatrième but auriverde, relayant le ballon sur son côté gauche qui finira à droite pour une réalisation de Carlos Alberto Torres (4-1). En 2006, ce dernier reçoit un trophée de la FIFA pour le plus beau but marqué dans l'histoire de la Coupe du monde.
Cette équipe est régulièrement citée parmi les meilleures de tous les temps, alliant style collectif, talent individuel et efficacité. Les Brésiliens ont su allier un jeu enchanteur et la victoire finale.

#### Meneur de jeu de la Seleção (1971-1978)
À la suite de la retraite internationale de Pelé en 1971, Rivelino hérite du numéro 10 de la Seleção. En 1972, le Brésil organise la Minicopa en célébration du 150e anniversaire de l'indépendance du Brésil vis-à-vis du Portugal. Quinze sélections venues du monde entier font le déplacement. La Seleção tient son rang en dominant la Yougoslavie, l'Écosse et la Tchécoslovaquie avant de battre l'équipe du Portugal en finale. L'année suivante, elle réalise une nouvelle tournée, plutôt rassurante en Europe.

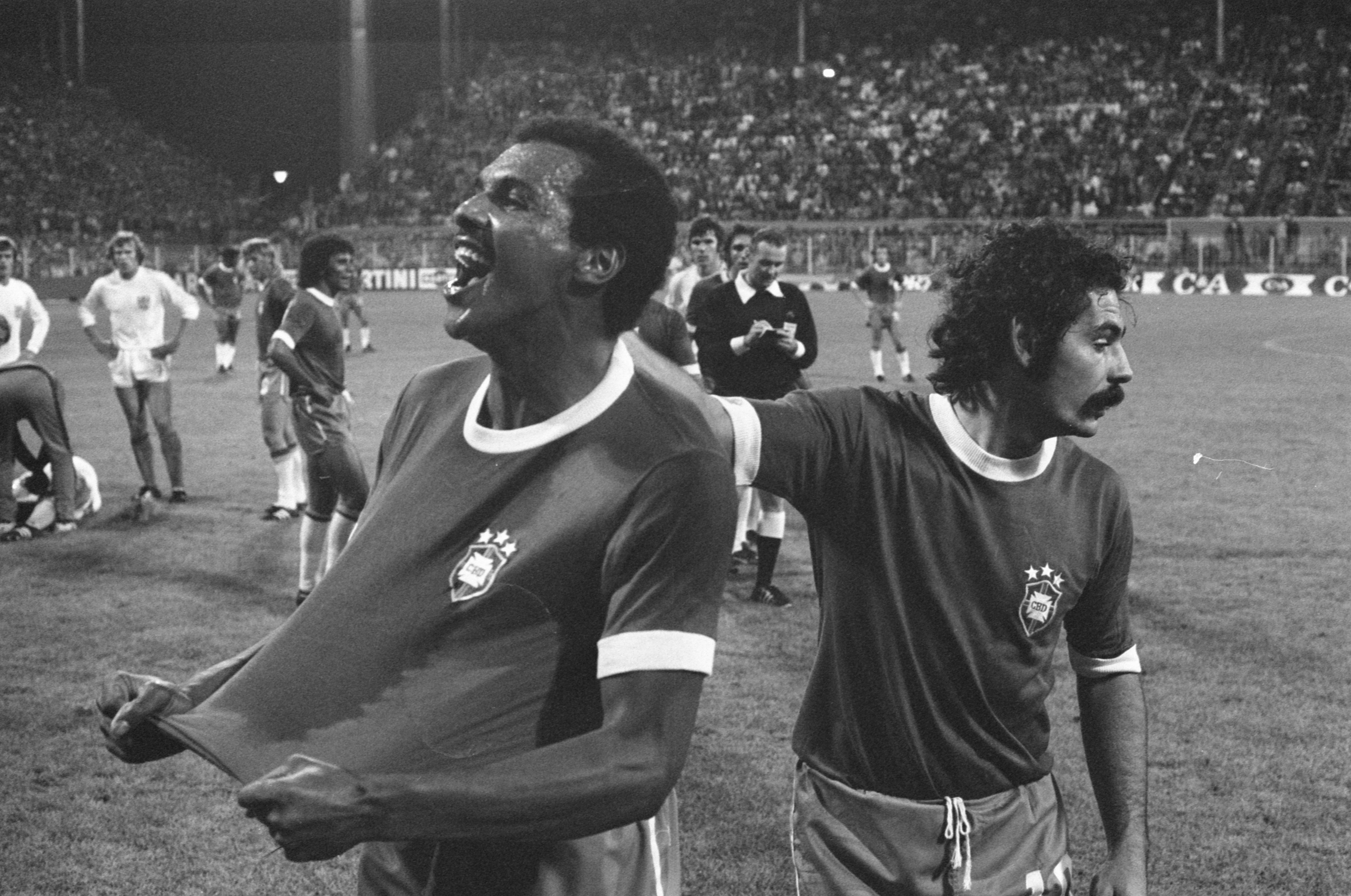
Rivelino (à d.) avec Luís Pereira lors du Mondial 1974.

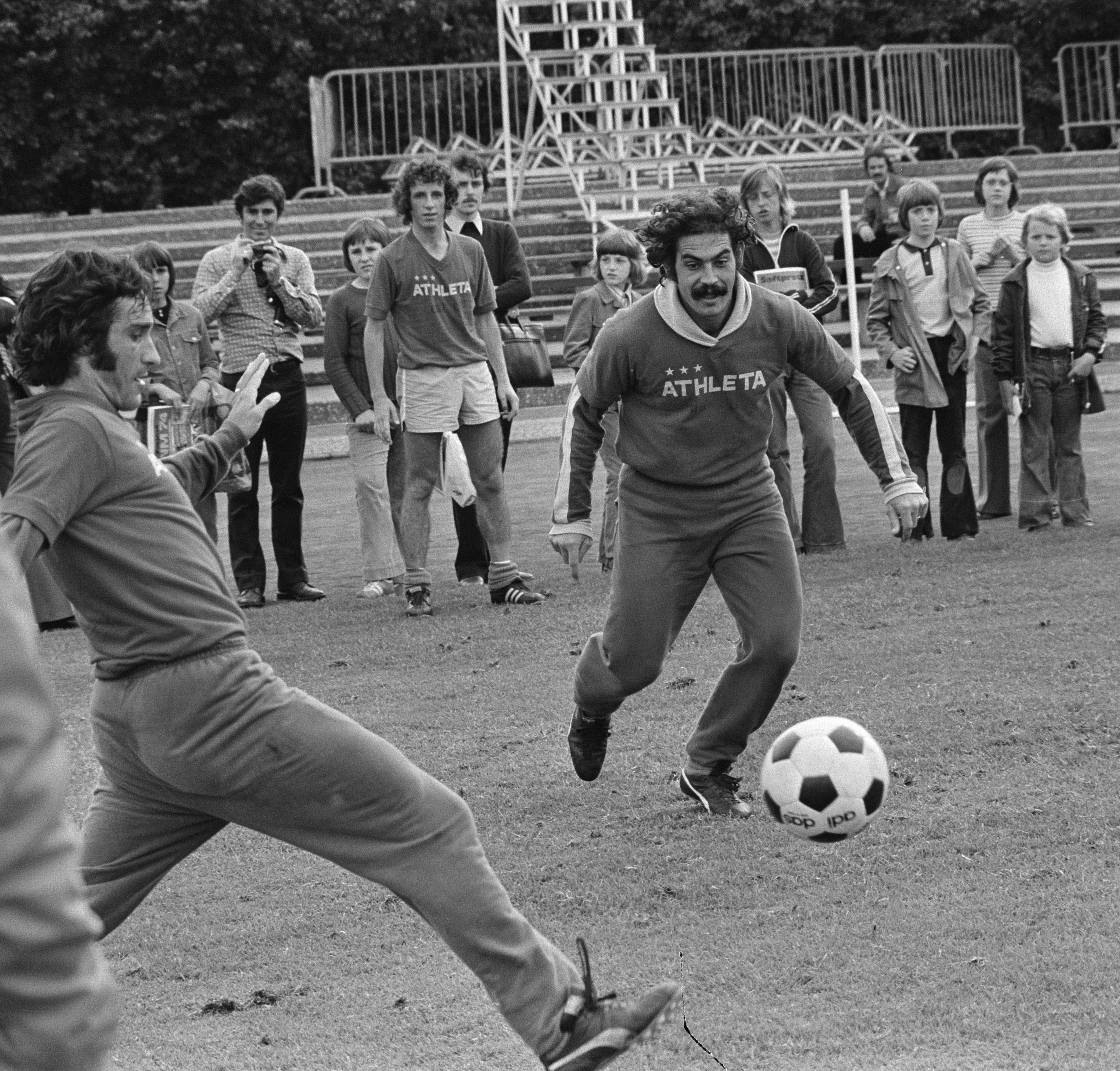
Rivelino à l'entraînement lors de la Coupe du monde 1974.

Affaibli par le retrait des vedettes de 1970, à l'exception de Rivelino et Jairzinho, le Brésil passe sans brio le premier tour de la Coupe du monde 1974. Promu meneur de jeu, les coups francs de Rivelino sont les menaces brésiliennes les plus sérieuses lors du match d'ouverture contre la Yougoslavie. Lors du premier match du second tour face à la RDA, le milieu de terrain pauliste choisit de frapper un coup franc à 25 mètres fort dans le mur. Son coéquipier Jairzinho se jette au sol, et laisse filer la puissante frappe hors de portée du gardien est-allemand, pour ce qui reste l’un des coups francs les plus insolites de l’histoire, offrant la victoire à son équipe (1-0). La seconde rencontre, le premier Brésil-Argentine en Coupe du monde, voit Rivelino ouvrir le score (2-1). Lors d'un match décisif contre les Pays-Bas, qui depuis le début du tournoi impressionnent avec le « football total », les Brésiliens déjouent et craquent en début de seconde mi-temps (0-2). De nouveau battu en petite finale par les Polonais, sur une réalisation du meilleur buteur du tournoi Grzegorz Lato, le Brésil termine quatrième. Vertement critiqué, le sélectionneur Zagallo quitte la sélection.
Roberto Rivelino n'est pas convoqué en équipe nationale de l'année 1975 par le nouvel entraîneur Osvaldo Brandão.
L'année suivante, outre les traditionnels trophées bilatéraux joués durant la Copa del Atlántico, la sélection participe à la Coupe du Bicentenaire des États-Unis, qu'elle remporte en battant successivement la sélection hôte, l'Angleterre et l'Italie. Riva ne joue pas le premier match. En juin 1977, la Seleção reçoit une série de sélections européennes en vue de la Coupe du monde de 1978. Le joueur de Fluminense inscrit deux buts contre la RFA puis la Pologne. En retour, le Brésil réalise une tournée en Europe en avril 1978.
En 1977, Cláudio Coutinho, un entraîneur novice mais aux idées bien arrêtées, est nommé sélectionneur. Le Brésil se qualifie sans difficulté pour le Mundial argentin. Rivelino est le seul champion du monde 1970 encore membre de la sélection et capitaine pour le premier match contre la Suède (1-1). Riva est ensuite remplaçant après une altercation avec son coach Coutinho. Après un nouveau nul contre l'Espagne (0-0), pour le 3e match décisif face à l'Autriche, le Brésil l'emporte de peu (1-0). Lors du second tour, les Brésiliens montent en puissance : ils battent le Pérou puis assurent le match nul face à la sélection hôte. La place en finale se joue lors de la dernière journée que Rivelino joue enfin. Les Brésiliens écartent la Pologne sans trembler (3-1) mais doivent se contenter de la petite finale. Le Brésil remporte la partie (2-1) contre l'Italie,,. Ce match est la dernière rencontre internationale de Riva.
Avec le Brésil, Rivelino compte au total 92 capes et 26 buts,.

### Fin de carrière (1978-1981)
Le 30 août 1978, Rivelino joue un match d'exhibition avec une sélection des meilleurs joueurs mondiaux contre les New York Cosmos. Devant plus de 50 000 spectateurs, le milieu brésilien est l'auteur d'un des deux buts de son équipe qui obtient le match nul (2-2). Quelques jours plus tard en Espagne, le 4 septembre, il prend place dans l'équipe américaine pour remplacer Johan Cruyff contre l'Atlético Madrid. Il marque la seule réalisation new-yorkaise qui s'incline 3-1,.

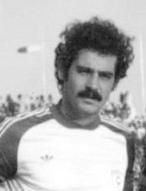
Rivelino avec Al Hilal en 1979.

En 1978, Rivelino part jouer à Al Hilal. Il y remporte le Championnat d'Arabie saoudite en 1979 puis la Coupe du Roi des champions l'année suivante. Il est aussi vice-champion en 1980 et 1981,.
En 1981, Rivelino souhaite revenir jouer au Brésil. Mais les dirigeants arabes rendent difficile sa libération. Dans l'espoir d'être libéré, Riva entre en relation avec le São Paulo FC. Il participe même à un match amical du club contre l’équipe saoudienne à Morumbi le 22 septembre 1981. Les Brésiliens l'emportent 5-1 mais Rivelino ne marque pas. À 35 ans, il stoppe alors sa carrière,.

### Reconversion (depuis 1981)
Après sa retraite sportive, Rivelino est resté dans le milieu du football en devenant commentateur sportif et entraîneur.
En 1994, Rivelino prend la tête du club japonais de Shimizu S-Pulse. Il dirige l'équipe lors de la phase retour du Championnat du Japon 1994 et obtient la sixième place (sur douze), avec autant de victoires que de défaites.

## Style de jeu

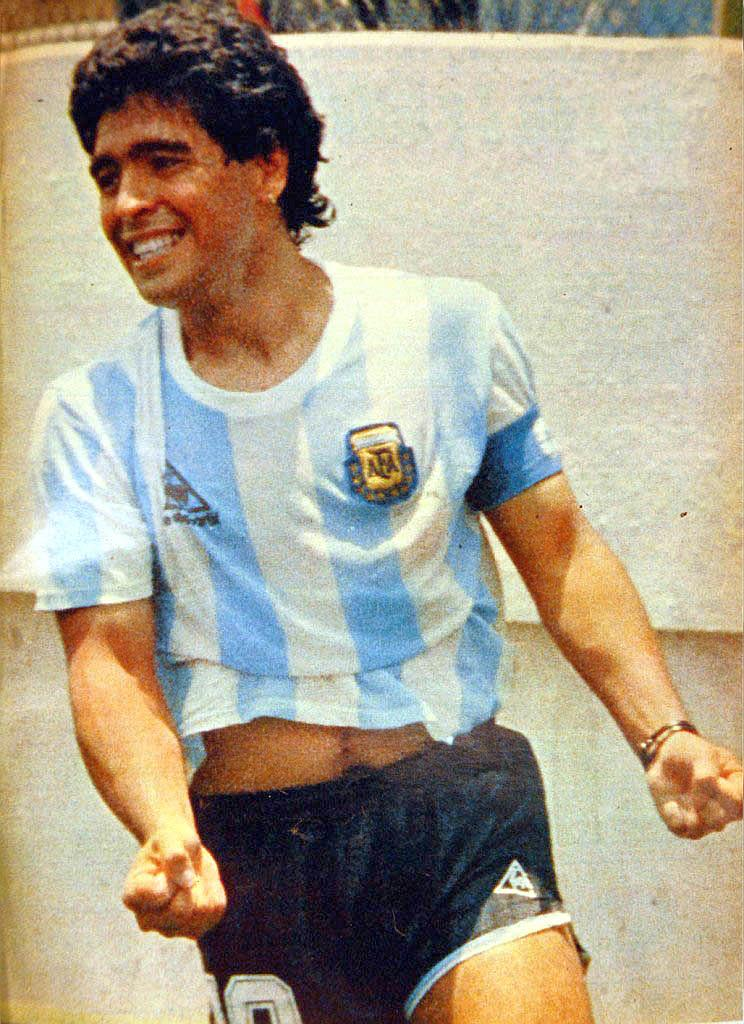
Rivelino est un exemple pour le grand Maradona.

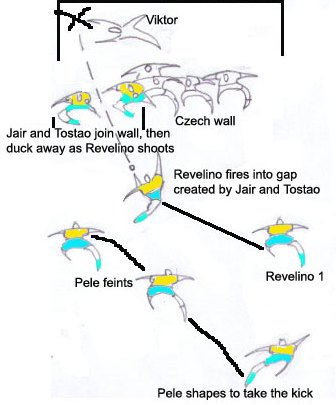
Coup franc marqué en force par Rivelino lors de la Coupe du monde 1970.

Rivelino évolue comme meneur de jeu. Rivelino est très habile de son pied gauche et possède un physique impressionnant pour l'époque où il joue. Doté d'une excellente technique, il est connu pour sa qualité de dribble et son excellente vision du jeu qui lui permettent de distribuer des passes aux trajectoires aussi précises que surprenantes. Riva est considéré comme l’inventeur du « flip flap ». Mais lui dit tenir ce geste technique de Sérgio Echigo (en), un joueur d’origine japonaise qu'il a fréquenté au centre de formation des Corinthians. Roberto déclare plus tard : « Lors d'un entraînement avec l'équipe  réserve, il a contrôlé la balle sur le côté et a fait ce geste. (...) Il me l'a alors enseigné ». Ce dribble consiste en un double contact extérieur-intérieur sur le ballon effectué d'un seul pied à grande vitesse. Plus tard, des joueurs comme Ronaldinho, Ronaldo et Cristiano Ronaldo l'imiteront.
Il est aussi performant dans le tir des coups francs qu'il frappe avec puissance et précision. « Riva » gagne l’un de ses nombreux surnoms lors de la Coupe du monde 1970. Le « Coup de pied atomique » souligne la force avec laquelle il tire depuis l’extérieur de la surface de réparation.
Diego Maradona déclare en 2009 le considérer comme l'un des meilleurs joueurs de tous les temps,. L'Argentin dit de lui : « Il était tout ce que je voulais être comme joueur de football : des dribbles parfaits, des passes précises, des tirs imparables… Le tout du pied gauche. On aurait pu lui amputer le droit, il faisait tout du gauche ». L'entraîneur allemand Dettmar Cramer dit un jour que « personne au monde ne peut tirer aussi loin que ce puissant technicien ».

## Statistiques

### Joueur

#### En club
Peu de statistiques précises existent sur les performances en club de Rivelino. Les sources mentionnent ou relayent le nombre total de matchs qu'il joue par club. Avec les Corinthians, Roberto joue 471 matchs et inscrit 141 buts,. Ensuite, avec Fluminense, il trouve la faille à 53 reprises en 158 prestations.

#### En équipe nationale
| Compétition     | MJ | B  |
| --------------- | -- | -- |
| Match amical    | 54 | 17 |
| Coupe du monde  | 15 | 6  |
| Qualif. CdM     | 7  | 2  |
| Autres tournois | 16 | 1  |
| Total           | 92 | 26 |

Roberto Rivelino joue à 92 reprises pour l'équipe du Brésil de football avec qui il inscrit vingt-six buts. Il connaît la victoire dès sa première cape le 21 novembre 1965 contre la Hongrie (5-3) en match amical, à bientôt vingt ans. Le jeune milieu de terrain ne joue pourtant plus en équipe nationale pendant deux ans et demi et doit attendre juin 1968 et une victoire contre l'Uruguay (2-0) lors de la Copa Rio Branco pour reporter le maillot auriverde. Son dernier match international a lieu 24 juin 1978 pour la 3e place du Mondial 1978 contre l'Italie. Il a alors trente-deux ans, soit une carrière en équipe nationale de plus de douze ans.
Rivelino inscrit ses deux premiers buts avec la Seleção lors de sa quatrième sélection, sa première à l'extérieur. Lors de sa tournée d'été européenne, le Brésil affronte la Pologne à Varsovie et Riva participe au score fleuve (victoire 3-6). Il inscrit un second doublé en sélection à la l'occasion de sa quarantième cape et un amical contre la Bolivie (5-0). Entre août 1969 et juin 1970, avant et pendant la Coupe du monde 1970, le meneur de jeu connaît sa période la plus prolifique avec six buts en huit rencontres. Sa seconde meilleur période est avant et durant le Mondial 1974 avec cinq réalisations en sept parties.
En 92 sélections, Roberto Rivelino connaît 59 victoires, 24 matchs nuls et seulement neuf défaites. Il connaît sa plus large victoire en qualification pour la Coupe du monde 1978, le 14 juillet 1977, contre la Bolivie (8-0). Quelques mois plus tôt, c'est contre Colombie qu'il obtient son second plus large succès international (6-0), aussi en tour préliminaire du Mondial. Entre 1968 et 1973, Rivalino est invaincu pendant trente matchs. Ses revers le plus important ont lieu en match amical contre l'Italie à Rome en 1973 puis les Pays-Bas à Dortmund l'année suivante (2-0).
| Détails des sélections internationales, | Détails des sélections internationales, | Détails des sélections internationales, | Détails des sélections internationales, | Détails des sélections internationales, | Détails des sélections internationales, | Détails des sélections internationales, |
| #                                       | Date                                    | Lieu                                    | Adversaire                              | Résultat                                | Compétition                             | Note(s)                                 |
| --------------------------------------- | --------------------------------------- | --------------------------------------- | --------------------------------------- | --------------------------------------- | --------------------------------------- | --------------------------------------- |
| 1                                       | 21 novembre 1965                        | São Paulo                               | Hongrie                                 | 5-3                                     | A                                       |                                         |
| 2                                       | 9 juin 1968                             | São Paulo                               | Uruguay                                 | 2-0                                     | Copa Rio Branco                         |                                         |
| 3                                       | 12 juin 1968                            | Rio de Janeiro                          | Uruguay                                 | 4-0                                     | Copa Rio Branco                         |                                         |
| 4                                       | 20 juin 1968                            | Varsovie                                | Pologne                                 | 6-3                                     | A                                       | But inscrit · But inscrit               |
| 5                                       | 23 juin 1968                            | Bratislava                              | Tchéquie                                | 2-3                                     | A                                       |                                         |
| 6                                       | 25 juin 1968                            | Belgrade                                | Yougoslavie                             | 2-0                                     | A                                       |                                         |
| 7                                       | 30 juin 1968                            | Machaya                                 | Portugal                                | 2-0                                     | A                                       | But inscrit                             |
| 8                                       | 10 juillet 1968                         | México                                  | Mexique                                 | 1-2                                     | A                                       | But inscrit                             |
| 9                                       | 14 juillet 1968                         | Lima                                    | Pérou                                   | 4-3                                     | A                                       |                                         |
| 10                                      | 17 juillet 1968                         | Lima                                    | Pérou                                   | 4-0                                     | A                                       | But inscrit                             |
| 11                                      | 25 juillet 1968                         | Asunción                                | Paraguay                                | 4-0                                     | Coupe Oswaldo Cruz (pt)                 |                                         |
| 12                                      | 28 juillet 1968                         | Asunción                                | Paraguay                                | 0-1                                     | Coupe Oswaldo Cruz (pt)                 |                                         |
| 13                                      | 31 octobre 1968                         | Rio de Janeiro                          | Mexique                                 | 1-2                                     | A                                       |                                         |
| 14                                      | 3 novembre 1968                         | Belo Horizonte                          | Mexique                                 | 2-1                                     | A                                       |                                         |
| 15                                      | 6 novembre 1968                         | Rio de Janeiro                          | équipe FIFA                             | 2-1                                     | A                                       | But inscrit                             |
| 16                                      | 14 décembre 1968                        | Rio de Janeiro                          | Allemagne de l'Ouest                    | 2-2                                     | A                                       |                                         |
| 17                                      | 17 décembre 1968                        | Rio de Janeiro                          | Yougoslavie                             | 3-3                                     | A                                       |                                         |
| 18                                      | 21 août 1969                            | Rio de Janeiro                          | Colombie                                | 6-2                                     | qualif. Mondial 1970                    | But inscrit                             |
| 19                                      | 26 mars 1970                            | Rio de Janeiro                          | Chili                                   | 2-1                                     | A                                       | But inscrit                             |
| 20                                      | 26 avril 1970                           | São Paulo                               | Bulgarie                                | 0-0                                     | A                                       |                                         |
| 21                                      | 29 avril 1970                           | Rio de Janeiro                          | Autriche                                | 1-0                                     | A                                       | But inscrit                             |
| 22                                      | 3 juin 1970                             | Guadalajara                             | Tchécoslovaquie                         | 4-1                                     | Coupe du monde 1970                     | 24e                                     |
| 23                                      | 7 juin 1970                             | Guadalajara                             | Angleterre                              | 1-0                                     | Coupe du monde 1970                     |                                         |
| 24                                      | 14 juin 1970                            | Guadalajara                             | Pérou                                   | 4-2                                     | Coupe du monde 1970                     | 11e                                     |
| 25                                      | 17 juin 1970                            | Guadalajara                             | Uruguay                                 | 3-1                                     | Coupe du monde 1970                     | 89e                                     |
| 26                                      | 21 juin 1970                            | Mexico                                  | Italie                                  | 4-1                                     | Coupe du monde 1970                     |                                         |
| 27                                      | 30 septembre 1970                       | Rio de Janeiro                          | Mexique                                 | 2-1                                     | A                                       |                                         |
| 28                                      | 11 juillet 1971                         | São Paulo                               | Autriche                                | 1-1                                     | A                                       |                                         |
| 29                                      | 14 juillet 1971                         | Rio de Janeiro                          | Tchéquie                                | 1-0                                     | A                                       |                                         |
| 30                                      | 18 juillet 1971                         | Rio de Janeiro                          | Yougoslavie                             | 2-2                                     | A                                       | But inscrit                             |
| 31                                      | 21 juillet 1971                         | Rio de Janeiro                          | Hongrie                                 | 0-0                                     | A                                       |                                         |
| 32                                      | 24 juillet 1971                         | Rio de Janeiro                          | Paraguay                                | 1-0                                     | A                                       |                                         |
| 33                                      | 28 juillet 1971                         | Buenos Aires                            | Argentine                               | 1-1                                     | Copa Roca                               |                                         |
| 34                                      | 31 juillet 1971                         | Buenos Aires                            | Argentine                               | 2-2                                     | Copa Roca                               |                                         |
| 35                                      | 26 avril 1972                           | Porto Alegre                            | Paraguay                                | 3-2                                     | A                                       |                                         |
| 36                                      | 28 juin 1972                            | Rio de Janeiro                          | Tchéquie                                | 0-0                                     | Coupe de l'Indépendance                 |                                         |
| 37                                      | 2 juillet 1972                          | São Paulo                               | Yougoslavie                             | 3-0                                     | Coupe de l'Indépendance                 |                                         |
| 38                                      | 5 juillet 1972                          | Rio de Janeiro                          | Écosse                                  | 1-0                                     | Coupe de l'Indépendance                 |                                         |
| 39                                      | 9 juillet 1972                          | Rio de Janeiro                          | Portugal                                | 1-0                                     | Coupe de l'Indépendance                 |                                         |
| 40                                      | 27 mai 1973                             | Rio de Janeiro                          | Bolivie                                 | 5-0                                     | A                                       | But inscrit · But inscrit               |
| 41                                      | 3 juin 1973                             | Alger                                   | Algérie                                 | 2-0                                     | A                                       | But inscrit                             |
| 42                                      | 6 juin 1973                             | Tunis                                   | Tunisie                                 | 4-1                                     | A                                       |                                         |
| 43                                      | 9 juin 1973                             | Rome                                    | Italie                                  | 0-2                                     | A                                       |                                         |
| 44                                      | 13 juin 1973                            | Vienne                                  | Autriche                                | 1-1                                     | A                                       |                                         |
| 45                                      | 16 juin 1973                            | Berlin                                  | Allemagne de l'Ouest                    | 1-0                                     | A                                       |                                         |
| 46                                      | 21 juin 1973                            | Moscou                                  | Union soviétique                        | 1-0                                     | A                                       |                                         |
| 47                                      | 25 juin 1973                            | Stockholm                               | Suède                                   | 0-1                                     | A                                       |                                         |
| 48                                      | 30 juin 1973                            | Glasgow                                 | Écosse                                  | 1-0                                     | A                                       |                                         |
| 49                                      | 3 juillet 1973                          | Dublin                                  | Irlande unie                            | 4-3                                     | A                                       | match                                   |
| 50                                      | 31 mars 1974                            | Rio de Janeiro                          | Mexique                                 | 1-1                                     | A                                       |                                         |
| 51                                      | 14 avril 1974                           | Rio de Janeiro                          | Bulgarie                                | 1-0                                     | A                                       |                                         |
| 52                                      | 17 avril 1974                           | São Paulo                               | Roumanie                                | 2-0                                     | A                                       |                                         |
| 53                                      | 21 avril 1974                           | Brasília                                | Haïti                                   | 4-0                                     | A                                       | But inscrit                             |
| 54                                      | 28 avril 1974                           | Rio de Janeiro                          | Grèce                                   | 0-0                                     | A                                       |                                         |
| 55                                      | 1er mai 1974                            | São Paulo                               | Autriche                                | 0-0                                     | A                                       |                                         |
| 56                                      | 5 mai 1974                              | Rio de Janeiro                          | République d'Irlande                    | 2-1                                     | A                                       | But inscrit                             |
| 57                                      | 12 mai 1974                             | Rio de Janeiro                          | Paraguay                                | 2-0                                     | A                                       | But inscrit                             |
| 58                                      | 13 juin 1974                            | Francfort                               | Yougoslavie                             | 0-0                                     | Coupe du monde 1974                     |                                         |
| 59                                      | 18 juin 1974                            | Francfort                               | Écosse                                  | 0-0                                     | Coupe du monde 1974                     |                                         |
| 60                                      | 22 juin 1974                            | Gelsenkirchen                           | Zaïre                                   | 3-0                                     | Coupe du monde 1974                     | 66e                                     |
| 61                                      | 26 juin 1974                            | Hanovre                                 | Allemagne de l'Est                      | 1-0                                     | Coupe du monde 1974                     | 60e                                     |
| 62                                      | 30 juin 1974                            | Hanovre                                 | Argentine                               | 2-1                                     | Coupe du monde 1974                     | 32e                                     |
| 63                                      | 3 juillet 1974                          | Dortmund                                | Pays-Bas                                | 0-2                                     | Coupe du monde 1974                     |                                         |
| 64                                      | 6 juillet 1974                          | Munich                                  | Pologne                                 | 0-1                                     | Coupe du monde 1974                     |                                         |
| 65                                      | 25 février 1976                         | Montevideo                              | Uruguay                                 | 2-1                                     | Copa del Atlántico                      |                                         |
| 66                                      | 7 avril 1976                            | Asunción                                | Paraguay                                | 1-1                                     | Copa del Atlántico                      |                                         |
| 67                                      | 28 avril 1976                           | Rio de Janeiro                          | Uruguay                                 | 2-1                                     | Copa del Atlántico                      | But inscrit                             |
| 68                                      | 19 mai 1976                             | Rio de Janeiro                          | Argentine                               | 2-0                                     | Copa del Atlántico                      |                                         |
| 69                                      | 23 mai 1976                             | Los Angeles                             | Angleterre                              | 1-0                                     | Coupe du bicentenaire des États-Unis    |                                         |
| 70                                      | 31 mai 1976                             | New Haven                               | Italie                                  | 4-1                                     | Coupe du bicentenaire des États-Unis    |                                         |
| 71                                      | 4 juin 1976                             | Guadalajara                             | Mexique                                 | 3-0                                     | A                                       |                                         |
| 72                                      | 1er décembre 1976                       | Rio de Janeiro                          | Union soviétique                        | 2-0                                     | A                                       |                                         |
| 73                                      | 20 février 1977                         | Bogotá                                  | Colombie                                | 0-0                                     | qualif. Mondial 1978                    |                                         |
| 74                                      | 9 mars 1977                             | Rio de Janeiro                          | Colombie                                | 6-0                                     | qualif. Mondial 1978                    | But inscrit                             |
| 75                                      | 13 mars 1977                            | Asunción                                | Paraguay                                | 1-0                                     | qualif. Mondial 1978                    |                                         |
| 76                                      | 20 mars 1977                            | Rio de Janeiro                          | Paraguay                                | 1-1                                     | qualif. Mondial 1978                    |                                         |
| 77                                      | 8 juin 1977                             | Rio de Janeiro                          | Angleterre                              | 0-0                                     | A                                       |                                         |
| 78                                      | 12 juin 1977                            | Rio de Janeiro                          | Allemagne de l'Ouest                    | 1-1                                     | A                                       | But inscrit                             |
| 79                                      | 19 juin 1977                            | São Paulo                               | Pologne                                 | 3-1                                     | A                                       | But inscrit                             |
| 80                                      | 23 juin 1977                            | Rio de Janeiro                          | Écosse                                  | 2-0                                     | A                                       |                                         |
| 81                                      | 26 juin 1977                            | Belo Horizonte                          | Yougoslavie                             | 0-0                                     | A                                       |                                         |
| 82                                      | 30 juin 1977                            | Rio de Janeiro                          | France                                  | 2-2                                     | A                                       | Capitaine                               |
| 83                                      | 10 juillet 1977                         | Cali                                    | Pérou                                   | 1-0                                     | qualif. Mondial 1978                    |                                         |
| 84                                      | 14 juillet 1977                         | Cali                                    | Bolivie                                 | 8-0                                     | qualif. Mondial 1978                    |                                         |
| 85                                      | 1er avril 1978                          | Paris                                   | France                                  | 0-1                                     | A                                       |                                         |
| 86                                      | 5 avril 1978                            | Hambourg                                | Allemagne de l'Ouest                    | 1-0                                     | A                                       |                                         |
| 87                                      | 19 avril 1978                           | Londres                                 | Angleterre                              | 1-1                                     | A                                       |                                         |
| 88                                      | 1er mai 1978                            | Rio de Janeiro                          | Pérou                                   | 3-0                                     | A                                       |                                         |
| 89                                      | 17 mai 1978                             | Rio de Janeiro                          | Tchéquie                                | 2-0                                     | A                                       |                                         |
| 90                                      | 3 juin 1978                             | Mar del Plata                           | Suède                                   | 1-1                                     | Coupe du monde 1978                     | Capitaine                               |
| 91                                      | 21 juin 1978                            | Mendoza                                 | Pologne                                 | 3-1                                     | Coupe du monde 1978                     |                                         |
| 92                                      | 24 juin 1978                            | Buenos Aires                            | Italie                                  | 2-1                                     | Coupe du monde 1978                     |                                         |

### Entraîneur
Avec le Shimizu S-Pulse, Rivelino dirige les vingt-deux rencontres de la phase retour du Championnat du Japon 1994. Son bilan est de onze victoires pour autant de défaites.

## Palmarès

### Collectif
La victoire la plus importante de Rivelino avec l'équipe du Brésil est la Coupe du monde 1970. Lors des deux éditions suivantes, il fera partie des équipes terminant quatrième en 1974 puis troisième en 1978. En sélection, il remporte ensuite plusieurs trophées de moindre importances tel que la Copa Roca en 1971 et 1976, la Coupe de l'Indépendance 1972 et enfin la Copa del Atlántico 1976 (et, par la même occasion, la Copa Rio Branco, la Copa Roca et la Coupe Oswaldo Cruz (pt)).
En club, Rivelino doit attendre sa vingt-troisième année de carrière pour remporter son premier trophée. En effet, il ne gagne aucune compétition avec le SC Corinthians et doit attendre de rejoindre le Fluminense FC avec qui il est remporte le Championnat de Rio en 1975 et 1976. Parti à Al Hilal Riyad, Rivelino y remporte le Championnat d'Arabie saoudite en 1979 puis la Coupe du Roi des champions l'année suivante. Il est aussi vice-champion en 1980 et 1981.

### Individuel
En mai 1998, Rivelino est nommé dans l'équipe-type sud-américaine du XXe siècle par MasterCard, à la suite du vote de journalistes. Rivalino fait partie du FIFA 100, liste de footballeurs célèbres ayant marqué leur génération choisie pour Pelé, publiée en 2004 pour les 100 ans de la FIFA. En 2005, le Brésilien est nommé parmi les légendes du Golden Foot. Depuis 1999, plusieurs listes ou élections sont faites dans le but de définir les meilleurs joueurs de tous les temps, du siècle ou de l'histoire de la Coupe du monde. Sur ces onze listes combinée par la RSSSF dans The Best of the Best, Rivelino est présent sur neuf d'entre elles, soit le 19e meilleur total ex-aequo.
En 2000, lors de l'élection du meilleur joueur sud-américain du XXe siècle par l'IFFHS, Rivelino se place en 31e position, à égalité avec son compatriote Paulo Roberto Falcão et le Chilien Marcelo Salas. Apparemment, les élections sont basées sur des sondages de journalistes et anciens joueurs, mais aucun détail spécifique n'est connu. Il est le douzième brésilien du classement, avec Falcão. Lorsque les médias brésiliens mettent sur papiers les « équipes de tous les temps » des clubs (Grandes Times Brasileiros en 1971, Placar en 1982 puis 1994 et Lance! en 1999), Rivellino est présent dans chacune faites des Corinthians et Fluminense.
En 1971, Roberto Rivelino est élu au sein de la Bola de Prata, récompensant les onze joueurs les mieux notés par les journalistes de l'édition du championnat brésilien. Il est ensuite élu deuxième meilleur joueur sud-américain de l'année en 1977 derrière Zico, après ses troisièmes places en 1973 et 1976.
Rivelino est nommé dans l'équipe-type de la Coupe du monde 1970.
Riva est crédité du but le plus rapide jamais marqué, après seulement trois secondes. Lors d'un coup d'envoi, il tire directement après s'être assuré que le gardien n'était pas attentif. La date et le match en question ne sont pas connus.